# Laskowiec (województwo opolskie)
Laskowiec (niem. Haselvorwerk) – wieś w Polsce, położona w województwie opolskim, w powiecie prudnickim, w gminy Biała. Historycznie leży na Górnym Śląsku, na ziemi prudnickiej. Położona jest na terenie Wysoczyzny Bialskiej, będącej częścią Niziny Śląskiej.
W latach 1975–1998 miejscowość należała administracyjnie do ówczesnego województwa opolskiego.
Według danych na 2011 wieś była zamieszkana przez 91 osób.

## Geografia

### Położenie
Wieś jest położona w południowo-zachodniej Polsce, w województwie opolskim, około 11 km od granicy z Czechami, na Wysoczyźnie Bialskiej, tuż przy granicy gminy Biała z gminą Prudnik. Należy do Euroregionu Pradziad. Ma charakter rolniczy. Leży na obszarze 189,8 ha, w tym użytki rolne to 175,0 ha, co sprawia, że Laskowiec to jedno z najmniejszych sołectw. Część gruntów użytkuje RSP Kolnowice. Leży na terenie Nadleśnictwa Prudnik (obręb Prudnik).

### Środowisko naturalne
W Laskowcu panuje klimat umiarkowany ciepły. Średnia temperatura roczna wynosi +7,9 °C. Duże zróżnicowanie dotyczy termicznych pór roku. Średnie roczne opady atmosferyczne w rejonie Laskowca wynoszą 625 mm. Dominują wiatry zachodnie.

## Nazwa
W 1830 wieś wzmiankowano pod nazwą Haselvorwerk. Nazwa ta najprawdopodobniej pochodzi od nazwiska Hasel (Folwark Hasela), chociaż nie wyklucza się pochodzenia od słowa die Hasel – leszczynowy lasek, zagajnik. Inną, dawniej znaną nazwą było Orzechowo. W Spisie miejscowości województwa śląsko-dąbrowskiego łącznie z obszarem ziem odzyskanych Śląska Opolskiego wydanym w Katowicach w 1946 wieś wymieniona jest pod polską nazwą Orzechów. W opracowanej w 1971 przez Powiatowy Inspektorat Statystyczny w Prudniku Statystycznej charakterystyce miejscowości w gromadach powiatu prudnickiego, miejscowość została wymieniona pod nazwami Laskowiec i Orzechów.
W historycznych dokumentach nazwę miejscowości wzmiankowano w różnych językach oraz formach: Haselvorwerk (1845), Haselvorwerk (1887), Haselvorwerk (1928), Haselvorwerk (1941), Haselvorwerk – Laskowiec, -wca, laskowiecki (1948), Laskowiec, -wca (1981).

## Historia

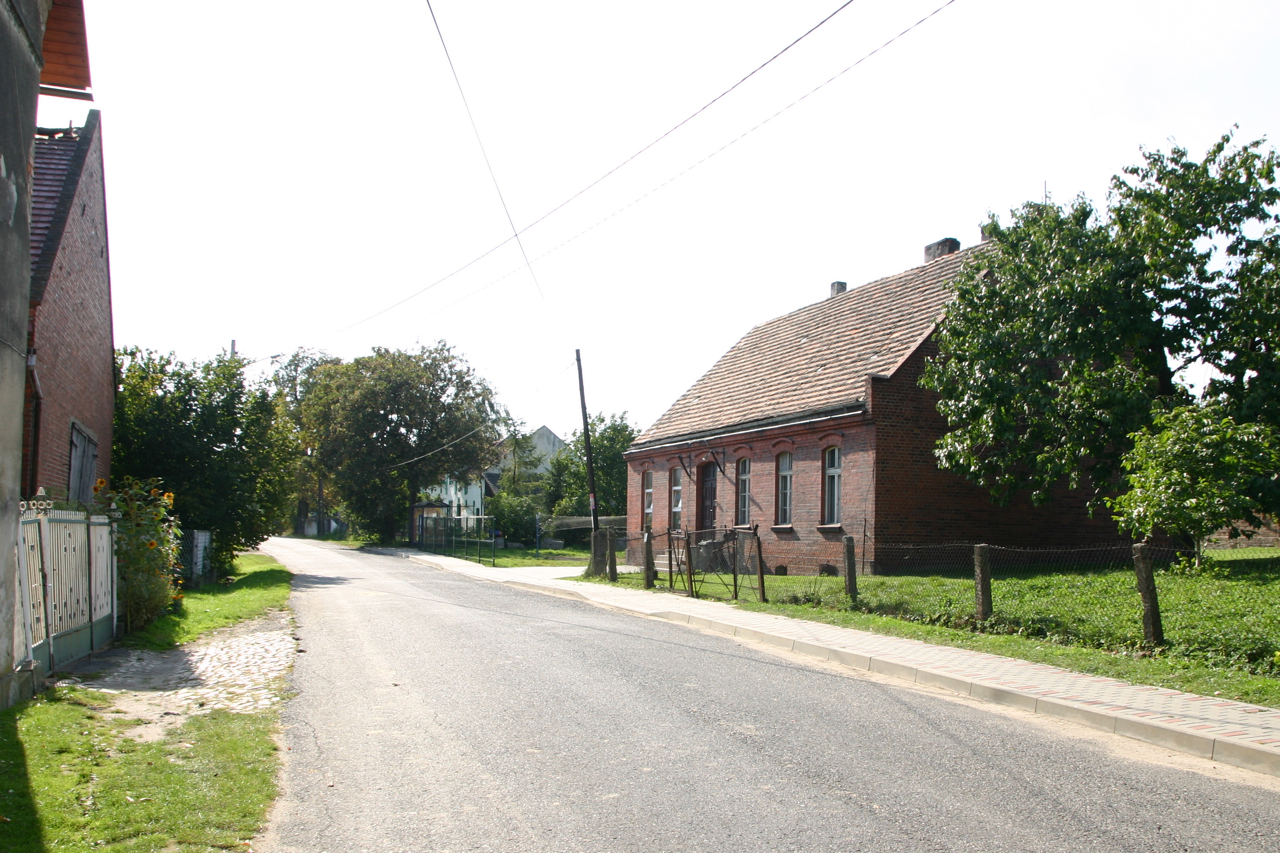
Widok wsi

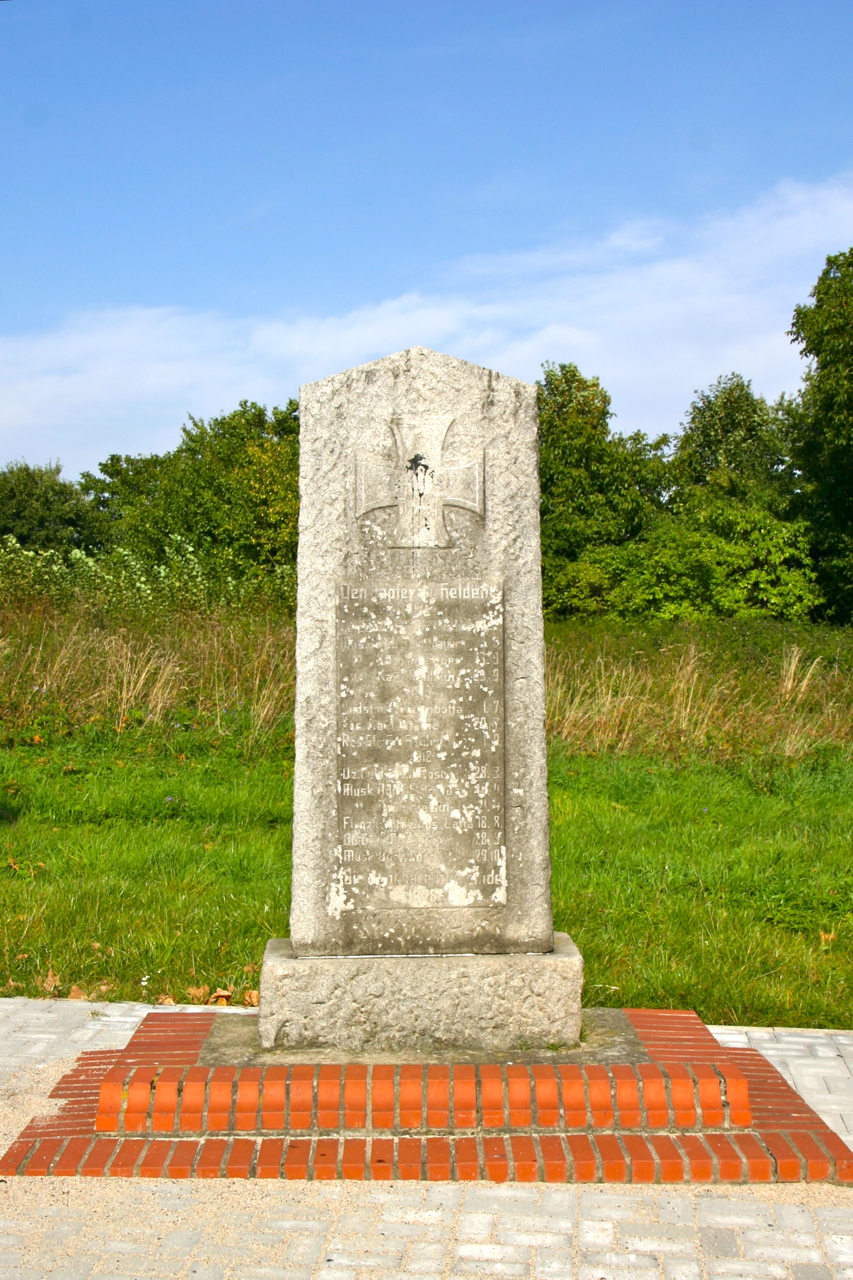
Pomnik upamiętniający mieszkańców Laskowca poległych w I wojnie światowej

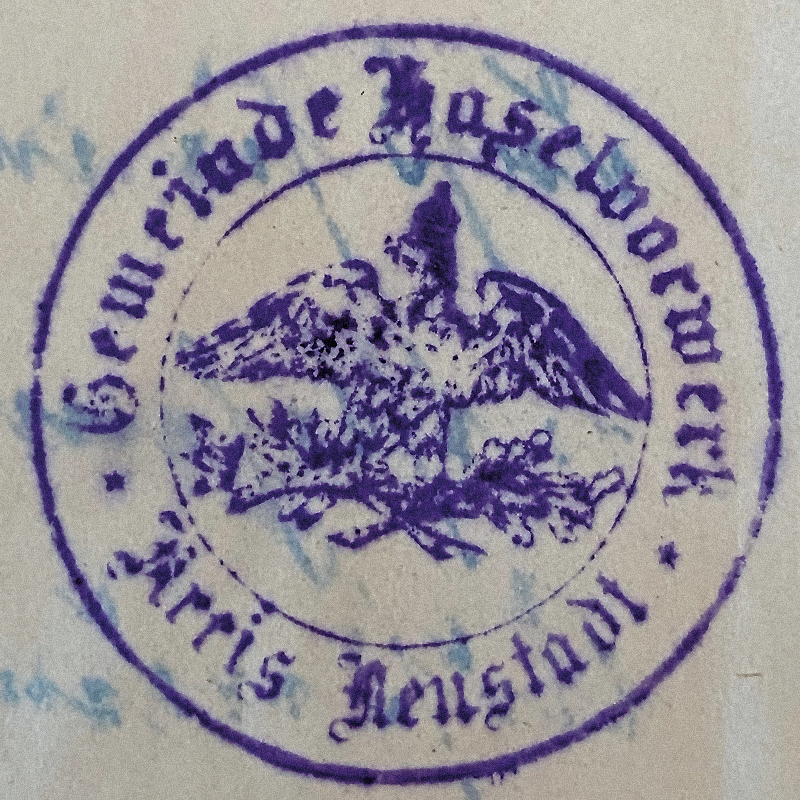
Pieczęć Laskowca (1906)

Laskowiec jako jedna z najmłodszych osad w gminie Biała powstała na początku XIX wieku. Pierwszy zapis o wsi pojawił się dopiero w 1830 roku. Wieś posiadała swoją własną pieczęć, która przedstawiała w polu orła w koronie trzymającego w szponach dwie gałązki, a w otoku napis: Gemeinde Haselvorwerk / Kreis Neustadt (pol. Gmina Laskowiec / Powiat Prudnicki).
Zabytki we wsi to dzwon wiejski oraz cmentarzyk ewangelicki.
Według spisu ludności z 1 grudnia 1910, na 165 mieszkańców Laskowca 164 posługiwało się językiem niemieckim, a 1 innym językiem. Po I wojnie światowej we wsi powstał pomnik upamiętniający mieszkańców wsi, którzy zginęli podczas niej. W 1921 w zasięgu plebiscytu na Górnym Śląsku znalazła się tylko część powiatu prudnickiego. Laskowiec znalazł się po stronie zachodniej, poza terenem plebiscytowym.
Podczas II wojny światowej w miejscowej gospodzie w Laskowcu znajdował się lazaret dla rannych niemieckich żołnierzy. W 1945 został spalony wraz z rannymi przez żołnierzy Armii Czerwonej.
W latach 1945–1950 Laskowiec należał do województwa śląskiego, a od 1950 do województwa opolskiego. W latach 1945–1954 wieś należała do gminy Rudziczka, a w latach 1954–1959 do gromady Kolnowice.
W latach 60. XX wieku w Laskowcu funkcjonowała szkoła z jednym nauczycielem. Uczęszczało do niej mniej niż 20 uczniów.

## Mieszkańcy
Miejscowość zamieszkiwana jest przez ludność napływową, przybyłą na Śląsk z Kresów Wschodnich po 1945 w wyniku przymusowych przesiedleń ludności polskiej.

### Liczba mieszkańców wsi
- 1871 – 11[20]
- 1885 – 8[21]
- 1905 – 172[22]
- 1910 – 165[13]
- 1933 – 151[23]
- 1939 – 153[23]
- 1966 – 128[24]
- 1998 – 97[25]
- 2002 – 110[25]
- 2009 – 87[25]
- 2011 – 91[25]
- 2013 – 89[26]
- 2021 – 92[25]

## Transport
W zarządzie Wydziału Drogownictwa Starostwa Powiatowego w Prudniku znajduje się droga powiatowa nr 1613O relacji Prudnik – Czyżowice – Laskowiec – Kolnowice – Miłowice – Śmicz.
Laskowiec posiada połączenia autobusowe z Białą, Korfantowem, Prudnikiem, Rzymkowicami. We wsi znajduje się jeden przystanek autobusowy.
Transport autobusowy w Laskowcu obsługiwany był przez PKS Prudnik. W 2004 prudnicki PKS został sprywatyzowany z udziałem Connex Polska. W 2008, w wyniku połączenia spółek PKS Connex Prudnik i PKS Connex Kędzierzyn-Koźle, utworzona została spółka Veolia Transport Opolszczyzna, w 2013 przejęta przez Arriva Bus Transport Polska. W 2019 Arriva wycofała się z Prudnika. Wówczas organizacją przewozów pasażerskich w Laskowcu i okolicy zajęły się ościenne PKS-y. W grudniu 2021 powołano Powiatowo-Gminny Związek Transportu „Pogranicze”, mający na celu poprawę jakości transportu.

## Religia
Katolicy z Laskowca należą do parafii św. Jana Nepomucena w Kolnowicach (dekanat Biała).

## Turystyka
Oddział PTTK „Sudetów Wschodnich” w Prudniku ustanowił turystyczną Odznakę Krajoznawczą Ziemi Prudnickiej, którą zdobywa się poprzez zwiedzenie odpowiedniej liczby obiektów w miejscowościach położonych na ziemi prudnickiej, w tym w Laskowcu. Przez Laskowiec przebiega trasa Kolarskiego Rajdu Dookoła Ziemi Bialskiej, za przejechanie którego PTTK Prudnik przyznaje odznakę.

## Bezpieczeństwo
Miejscowość jest pod opieką dzielnicowego rejonu służbowego nr 16 Komendy Powiatowej Policji w Prudniku (Posterunek Policji w Białej).
Teren wsi, jak i całej gminy Biała, położony jest w strefie nadgranicznej w związku z czym Straż Graniczna dysponuje, na tym obszarze, specjalnymi kompetencjami w zakresie bezpieczeństwa. Gminę Biała obejmuje zasięgiem służbowym placówka Straży Granicznej w Opolu ze Śląskiego Oddziału SG.